# Hadley Viscara
Hadley Viscara (Omaha, Nebraska; 11 de mayo de 1994) es una actriz pornográfica y modelo erótica estadounidense.

## Biografía
Nació y se crio en la ciudad de Omaha en una familia cristiana conservadora y de ascendencia alemana, irlandesa y polaca. Comenzó a interesarse en la adolescencia por la pornografía, descubriendo el género BDSM y la compañía Kink.com, con la que trató de ponerse en contacto en tres ocasiones, infructuosamente, para ser actriz.
Fue invitada a un evento de la industria en la ciudad de Phoenix (Arizona), en la que conoció al actor y director pornográfico James Deen, quien le presentó a Fivestar, directora de Kink, con la que habló sobre la posibilidad de formalizar su entrada en la compañía y, por ende, en el mundo del cine para adultos. Semanas después de ese acto, Hadley Viscara debutaba como actriz pornográfica a los 23 años. Su primera escena la rodó para la web Electrosluts, de Kink.com.
Ha grabado para productoras como Mofos, Twistys, Girlfriends Films, Jules Jordan Video, Reality Kings, Digital Playground, Blacked, Brazzers, Kink.com, Naughty America, Lethal Hardcore, Evil Angel o Sweetheart Video, entre otras.
Su nombre artístico es invención suya, derivado de la pasión de la actriz por la creatividad literaria. Hadley Viscara era el personaje de un cuento que escribió, que trabajaba como escort profesional en la ciudad de Nueva York.
En 2017 grabó su primera escena de sexo interracial, como también Giselle Palmer, Lilly Ford y Natalia Starr, en la película My First Interracial 9, dirigida por Greg Lansky para Blacked.
Ha aparecido en más de 100 películas como actriz.
Algunas películas suyas son Bad Lesbian 9, Darcie Dolce the Lesbian Fortune Teller, Girls Love Natural Breasts 2, Lesbian Stacked, Mandingo the King of Interracial 7, School Girls In XXX Training, Stacked 8 o Tight N' Ready.

## Premios y nominaciones
| Año  | Ceremonia         | Resultado | Premio                             | Trabajo |
| ---- | ----------------- | --------- | ---------------------------------- | ------- |
| 2018 | Spank Bank Awards | Nominada  | Countess of Contortionism          | —       |
| 2018 | Spank Bank Awards | Nominada  | Most Volumptous Vixen              | —       |
| 2019 | Premios AVN       | Nominada  | Premio fan: Debutante más caliente | —       |
| 2019 | Spank Bank Awards | Nominada  | Most Volumptous Vixen              | —       |
| 2019 | Spank Bank Awards | Nominada  | Tortured Fuck Doll of the Year     | —       |